# Річард Дуглас Кларк
Річард Дуглас Кларк (англ. Richard D. Clarke; 23 липня 1962, Штутгарт) — американський воєначальник, генерал армії США (2019), 12-й командувач сил спеціальних операцій ЗС США (з 2019 року). Учасник війн у Перській затоці, в Афганістані та Іраку.

## Біографія
Річард Дуглас Кларк народився 23 липня 1962 року в Західній Німеччині у військовій родині. Він закінчив Військову академію США у Вест-Пойнті, і в 1984 році очолив піхотне відділення. Здобув ступінь бакалавра наук у Вест-Пойнті та магістра ділового адміністрування в Бенедиктинському коледжі. У Національного воєнному коледжі здобув ступінь магістра в галузі безпеки та стратегічних досліджень.
Протягом військової кар'єри Кларк проходив службу на командних та штабних посадах у повітрянодесантних, рейнджерових, механізованих та легких піхотних підрозділах у п'яти різних дивізіях, 173-ій повітрянодесантній бригаді та 75-му полку рейнджерів. З 1994 по 1996 рік Кларк був командиром роти в 75-му полку рейнджерів, з 2004 по 2006 роки — командир батальйону і з 2007 по 2009 рік — командир полку. Також з 2002 по 200 рік служив командиром 3-го батальйону 504-го парашутно-десантного полку 82-ї повітрянодесантної дивізії. З 2011 до 2013 року — заступник командира 10-ї гірської дивізії з операцій; з 2013 по 2014 рік — 74-й комендант Військової академії США у Вест-Пойнт; з 2014 по 2016 рік — командир 82-ї повітрянодесантної дивізії.
В подальшому проходив службу на штабних керівних посадах: серед його останніх посад — директор з питань стратегічних планів і політики (J5), Спільного штабу Пентагону, округ Колумбія, з 2017 по 2019 рік.
29 березня 2018 року генерал Кларк був призначений 12-м командувачем Командування спеціальних операцій США.